# Istituto centrale per la patologia degli archivi e del libro
L'Istituto centrale per la patologia degli archivi e del libro (ICPAL) è un organo del Ministero della Cultura, dipendente dalla Direzione generale Archivi, con finalità di tutela e restauro del libro, di documenti d'archivio e di altri manufatti cartacei e pergamenacei, nonché di materiali fotografici, cinematografici e digitali.

## Storia
Come previsto dal D.P.R. 26.11.2007 n. 233, l'ente è nato nel 2007 dalla fusione di due precedenti istituzioni:
- l'Istituto centrale per la patologia del libro (ICPL), fondato nel 1938 da Alfonso Gallo;
- il Centro di fotoriproduzione, legatoria e restauro degli archivi di stato (CFLR), istituito nel 1963

Ha sede in via Milano 76 a Roma.
La denominazione originaria Istituto centrale per il restauro e la conservazione del patrimonio archivistico e librario (ICRCPAL) è stata modificata in Istituto centrale per la patologia degli archivi e del libro (ICPAL) dal DPCM 2 dicembre 2019, n. 169, art 33.

## Struttura
All'interno dell'istituto sono presenti la segreteria tecnica, la biblioteca, il museo e una scuola di alta formazione.
L'ICPAL dispone dei seguenti laboratori:
- Ambiente.
- Biologia,
- Chimica,
- Conservazione preventiva,
- Conservazione dei supporti digitali,
- Fisica,
- Restauro,
- Restauro cinematografico.
- Tecnologia.

Fornisce consulenze per gli archivi e le biblioteche ed organizza seminari.
All’istituto è annessa la Scuola di alta formazione e studio che rilascia un diploma equiparato alla Laurea Magistrale.
Il diploma inoltre abilita alla professione di Restauratore di beni culturali nel Percorso Formativo Professionalizzante n.5 che comprende:
* Materiale librario e archivistico
* Manufatti cartacei e pergamenacei
* Materiale fotografico, cinematografico e digitale

## Direttori
In ordine cronologico:
- Alfonso Gallo (1938-1952)
- Nino Grillo (1952-1956) – reggente
- Giovanni Muzzioli: (1956-1961)
- Gustavo Bonaventura (1961-1964) – reggente
- Emerenziana Vaccaro (1964-1973)
- Bianca Galanti (1973-1976) – reggente
- Maria Clara Lilli Di Franco (1976-1994)
- Carlo Federici (1994-2002)
- Armida Batori (2002-2010)
- Maria Cristina Misiti (2010-2015)
- Maria Letizia Sebastiani (2015-2020)
- Mario Turetta (2020-2022) – reggente
- Sandra Suatoni (11 gennaio 2022 - marzo 2022)
- Mario Turetta (2022) – reggente
- Alessandra Marino (maggio 2022 - 11 luglio 2022) – delegata
- Aurora Raniolo (11 luglio 2022 - in attività)